# Fíkovník banyán

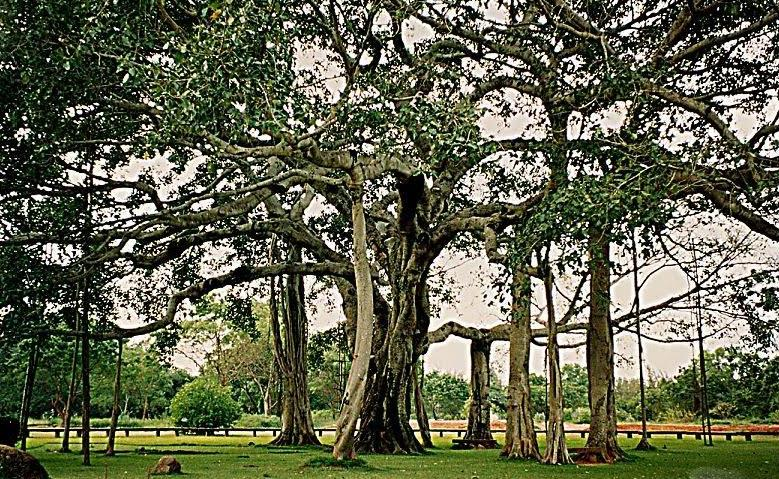
Nejmohutnější exemplář druhu „Thimmamma Marrimanu“

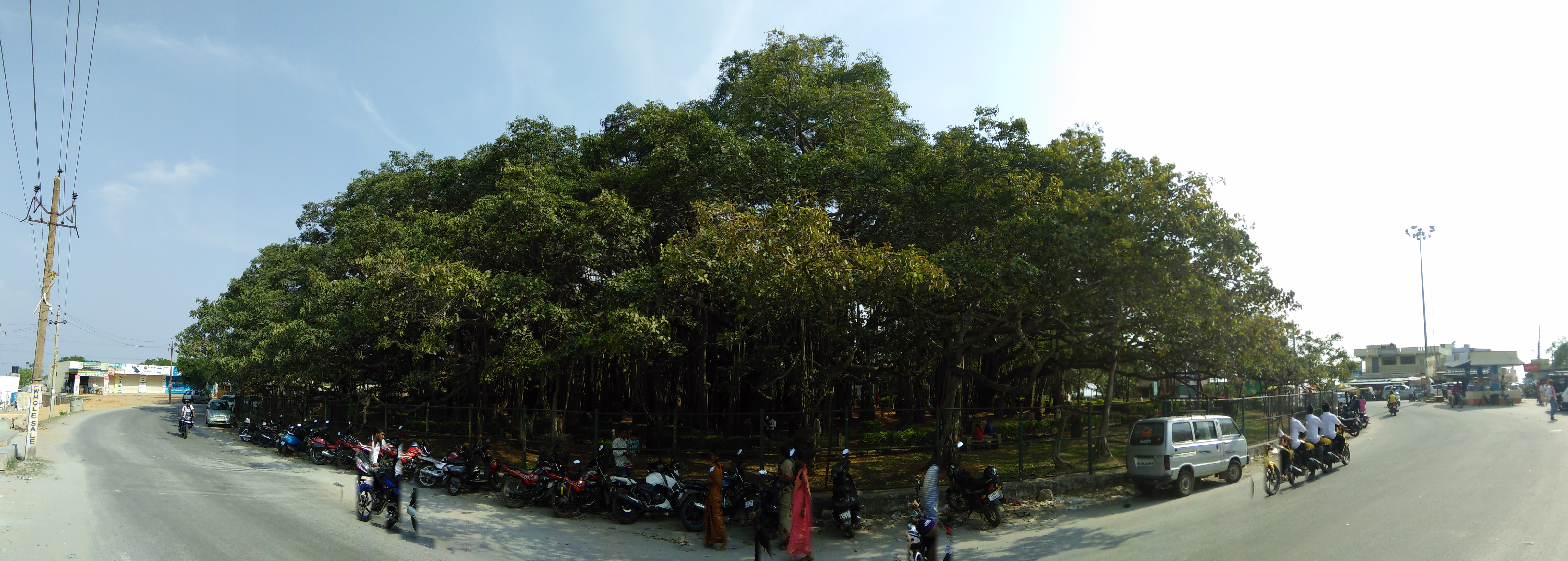
Podobně mohutný jedinec „Dodda Alada Mara“

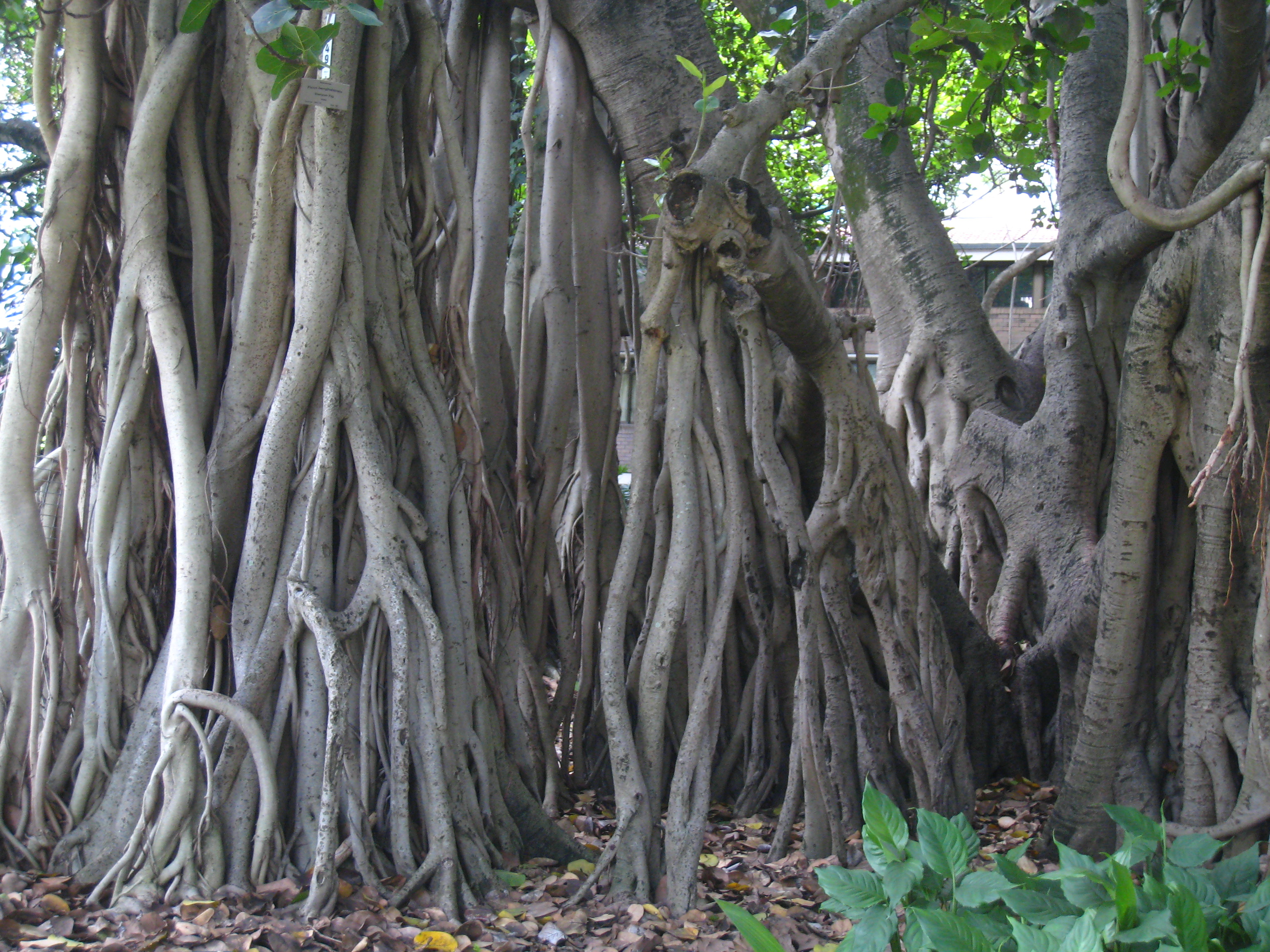
Vzdušné kořeny okolo původního stromu

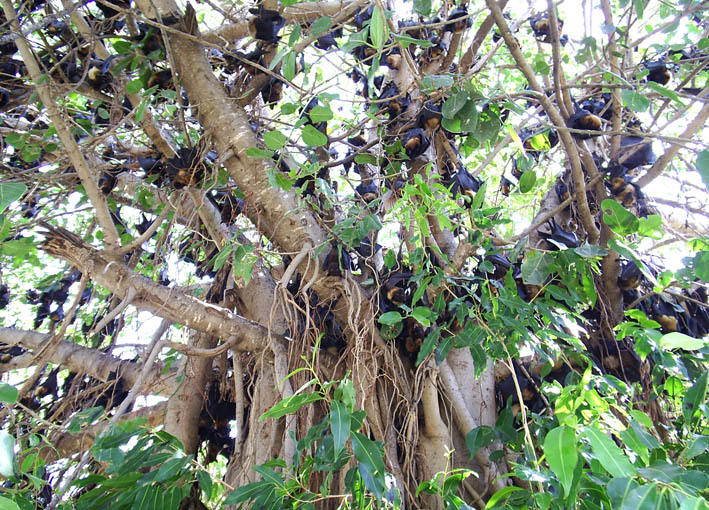
Krmící se kaloni

Fíkovník banyán (Ficus benghalensis) je vysoký, mohutný strom pěstovaný v tropických oblastech. Je stálezelený, plodí jedlé ovoce a pro svou vlastnost obrůstat jiné stromy je nazýván „strom škrtič“. Je jedním z nejrozšířenějších druhů širokého rodu fíkovník.

## Rozšíření
Druh je původem z oblastí náležejících k Indickému subkontinentu, z Indie, Pákistánu, Bangladéše, Bhútánu, Nepálu a Srí Lanky. Odtamtud byl později rozšířen i do zbytku zemí jižní Asie, přilehlé Austrálie, tropické Afriky, téměř na všechny ostrovy v Tichém a Indickém oceánu a později také do tropické části Ameriky. Na některých územích, například na Floridě ve Spojených státech, je dokonce považován za invazní druh.

## Ekologie
Ve svém původním areálu roste na místech, která jsou pod vlivem monzunového klimatu, v alochtonních oblastech se vyskytuje hlavně v tropických střídavě vlhkých lesích. Může vyrůstat v širokém rozsahu nadmořské výšky, od mořské hladiny po 1000 m n. m., od pobřežních pláží po kopcovitá lesnatá či křovinatá území. Vyskytuje se na místech s průměrnou roční teplotou 17 až 25 °C a zároveň s průměrnou maximální měsíční teplotou 28 až 26 °C a minimální 6 až 13 °C, tato dřevina snese i krátkodobý pokles k 0 °C. Nejrychleji přirůstá na vlhkém stanovišti v dobře odvodněné písčitě hlinité půdě, pro zdárný růst a tvorbu plodů mu vyhovuje klima s průměrnými ročními srážkami 500 až 4000 mm. V případě potřeby je odolný vůči přísušku, snese čtyř- až šestiměsíční období bez deště. Počet chromozomů uváděný pro tento druh je 2n = 26.

## Popis
Dlouhověký, stálezelený strom vyrůstající do výšky 20 až 25 m, který má do široka rozloženou korunu a mnoho vzdušných kořenů. Kmen má v mládí šedou kůru hladkou a později rýhovanou, celý strom po poranění roní bílý latex. Větve jsou střídavě porostlé celistvými listy se silnými a zploštělými řapíky dlouhými 2 cm. Jejich kožovité čepele mívají tvar vejčitý až eliptický, jsou dlouhé 10 až 20 cm a široké 7 až 15 cm, bázi mají zaoblenou či srdčitou a vrchol tupě zahrocený, na svrchní straně jsou lysé, lesklé a na spodní v mládí jemně pýřité, později holé a mají čtyři až sedm párů laterálních žilek.
Květy obou pohlaví jsou společně skryté v přisedlém, dužnatém, asi 0,5 cm velkém sykoniu kulovitého tvaru, která vyrůstají v párech z paždí listů. Samčí květy, těch je více, mají kratičkou stopku, dva až tři kališní lístky a jednu tyčinku se špičatým prašníkem. Samičí květy mají tři až čtyři kališní lístky a semeník s bliznou na prodloužené čnělce. Květy v sykoniu opyluje štíhlopasá chalcidka z čeledi fíkovnicovitých Eupristina masoni.
Ze sykonia se vyvine fík, což je téměř přisedlé, kulovité plodenství vzniklé srůstem mnoha opylených samičích květů. Fík je až 2 cm velký a vyrůstá v páru nebo jednotlivě v úžlabí listu, nejprve má barvu zelenou, ve zralosti žlutou až šarlatově červenou a obsahuje množství drobných, dobře klíčivých semen. Plodenství jsou na stromech vítanou potravou pro ptáky, kaloně a opice, popadané na zem i mnoha dalších savců. Semena obvykle projdou trávicím ústrojím bez ztráty klíčivosti a o rozptylení je dobře postaráno.
Fíkovník banyán má, stejně jako ostatní druhy rodu, velmi komplikovaný systém opylování, který je založen na jediném opylovači, drobné vose. Každý druh fíkovníku je opylován jediným druhem vosy a každý druh vosy se může rozmnožovat pouze v jediném druhu fíkovníku. Pokud se potřebný opylovač v dané oblasti nevyskytuje, nevytvoří tam strom plody.

## Rozmnožování
Nejběžnějším, přirozeným způsobem rozšiřování fíkovníku banyánu je rozmnožování ze semene. Svůj růst obvykle začíná jako náhodný epifyt v koruně stromu jiného druhu, kde vyklíčí ze semene zapadlého do štěrbiny v kůře či do rozsochy větve ze semene náhodně zaneseného živočichy. Semenáč vypustí vzdušné kořeny, které na nosném stromě nikterak neparazitují a pouze se ho přidržují; vláhu i minimum živin čerpají kořeny ze vzduchu. Tyto tenké kořeny se postupně směrem dolů prodlužují a po dosažení půdy zakoření. Následně silně tloustnou, vyrůstá jich stále více a původní strom zcela pokryjí, postupně jeho kmen stlačují, uškrtí ho a strom uhyne. Zároveň z jejich kořenů vyrůstají nové sloupovité kmeny, které podpírají stále se rozrůstající korunu a vypouštějí další vzdušné kořeny. Mimo semen se mohou tyto dřeviny rozmnožovat i apikálními řízky zasazenými v kypré zemině při velké vzdušné vlhkosti a teplém prostředí.
Jedinec pocházející z drobného semene vzklíčeného v koruně stromu tak postupně může vytvořit hustou síť z chůdovitých kořenů, kmenů a větví, která někdy dosáhne obřích rozměrů. Je uváděno, že v Indii ve státě Ándhrapradéš v distriktu Anantapur roste exemplář pojmenovaný „Thimmamma Marrimanu“, který zabírá plochu asi 2 ha (20 000 m²), má přes 1600 kořenů a je asi 650 let starý.

## Význam
Fíkovník banyán je často vysazován kolem chrámů a je jedním z nejvíce uctívaných stromů. Je národním stromem Indie a je považován jak hinduisty, tak i buddhisty za posvátný. Dospělé, mohutné stromy často vyznačují místa přirozených shromaždišť lidí nebo v minulosti odpočívajících poutníků; druhové jméno „banyán“ je odvozené od staroindického shromáždiště pocestných.
Pokud strom roste v blízkosti budovy, může ji svými mohutným kořeny poškodit, stejně jako to dělá s chodníky a cestami, okolo nichž bývá sázen. Přesto je často používán jako strom poskytující stín v parcích, zahradách i okolo ulic a cest. Protože se jedná o dlouhověký strom, probíhá případné poškození staveb až v době, kdy zahradník sázející tyto stromy již o tom obvykle neví.
Plody jsou sice pro lidi jedlé, ale jsou nevalné chuti a jsou pojídány jen v čase nedostatku jiné potravy. Schopnosti stromu do široka rozprostírat své kořeny je využíváno pro stabilizaci nepevné půdy. Jeho dřevo je tvrdé, odolné a používá se pro výrobu nábytku, ke stavbě domů, pro buničinu na papír, k výrobě dřevěného uhlí i k přímému topení. Listy slouží jako krmivo pro domácí zvířata. Latex vytékající po poranění kůry bývá aplikován na povrchové rány, ve staroindické medicíně sloužívá mj. jako afrodiziakum, tonikum, léčí kapavku, úplavici, diabetes i revmatismus apod.
Na mladých větvích žije v koloniích červec lakový živicí se sáním mízy stromu. Jejich výměšky, pryskyřičné sekrety, se z větviček sbírají a používají k výrobě šelaku, základu velmi kvalitních barev.

## Galerie

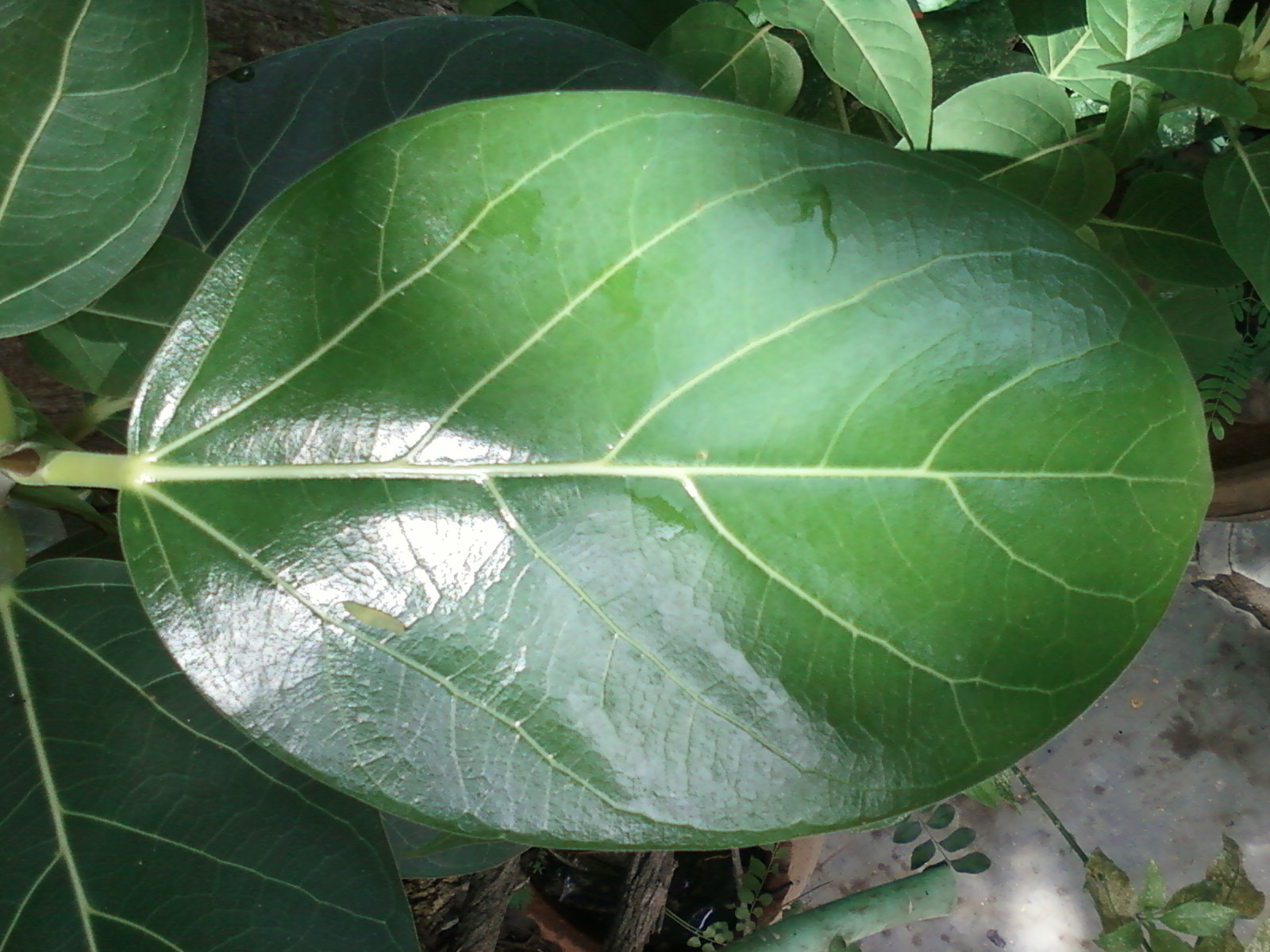
List
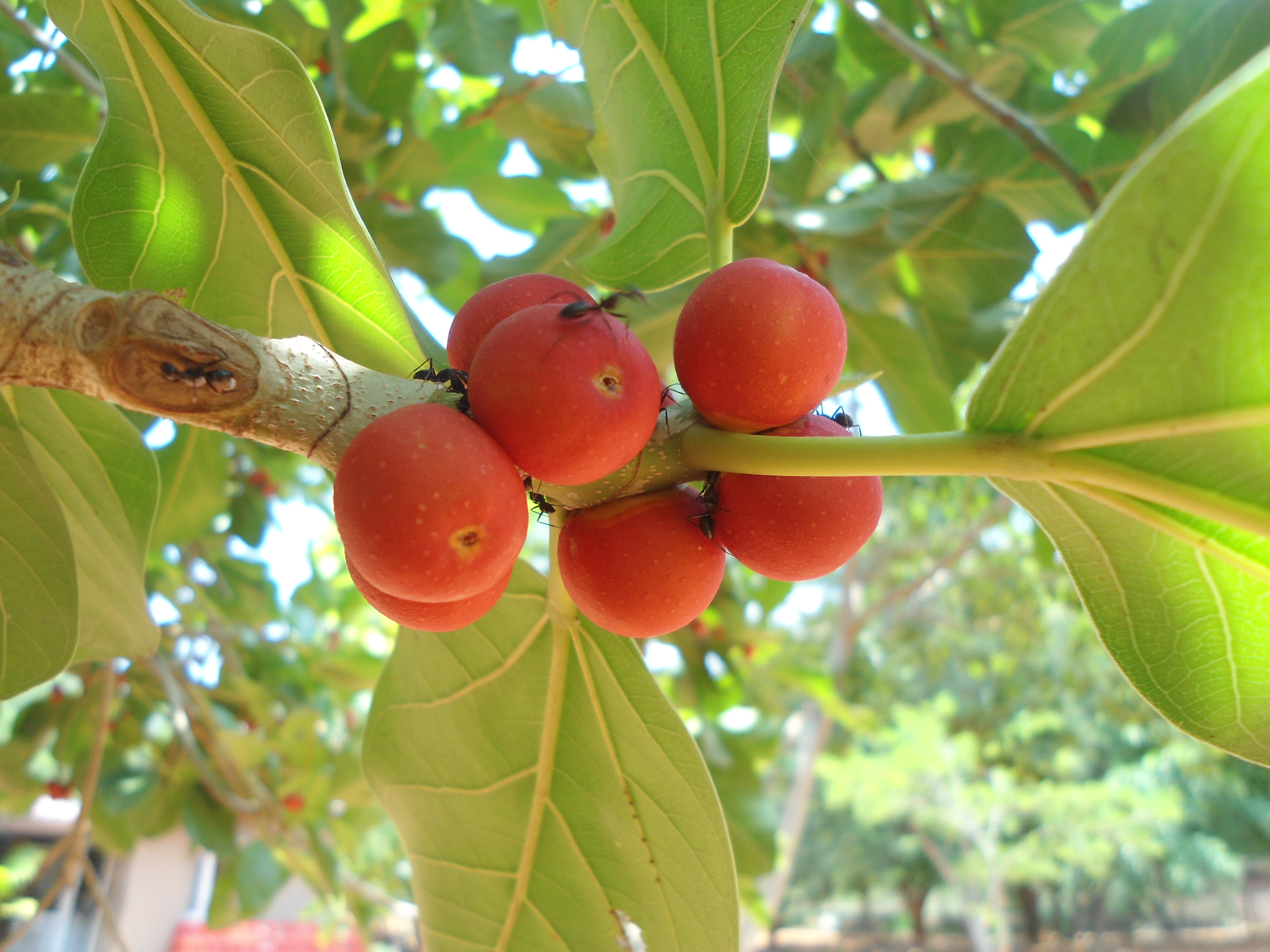
Plody
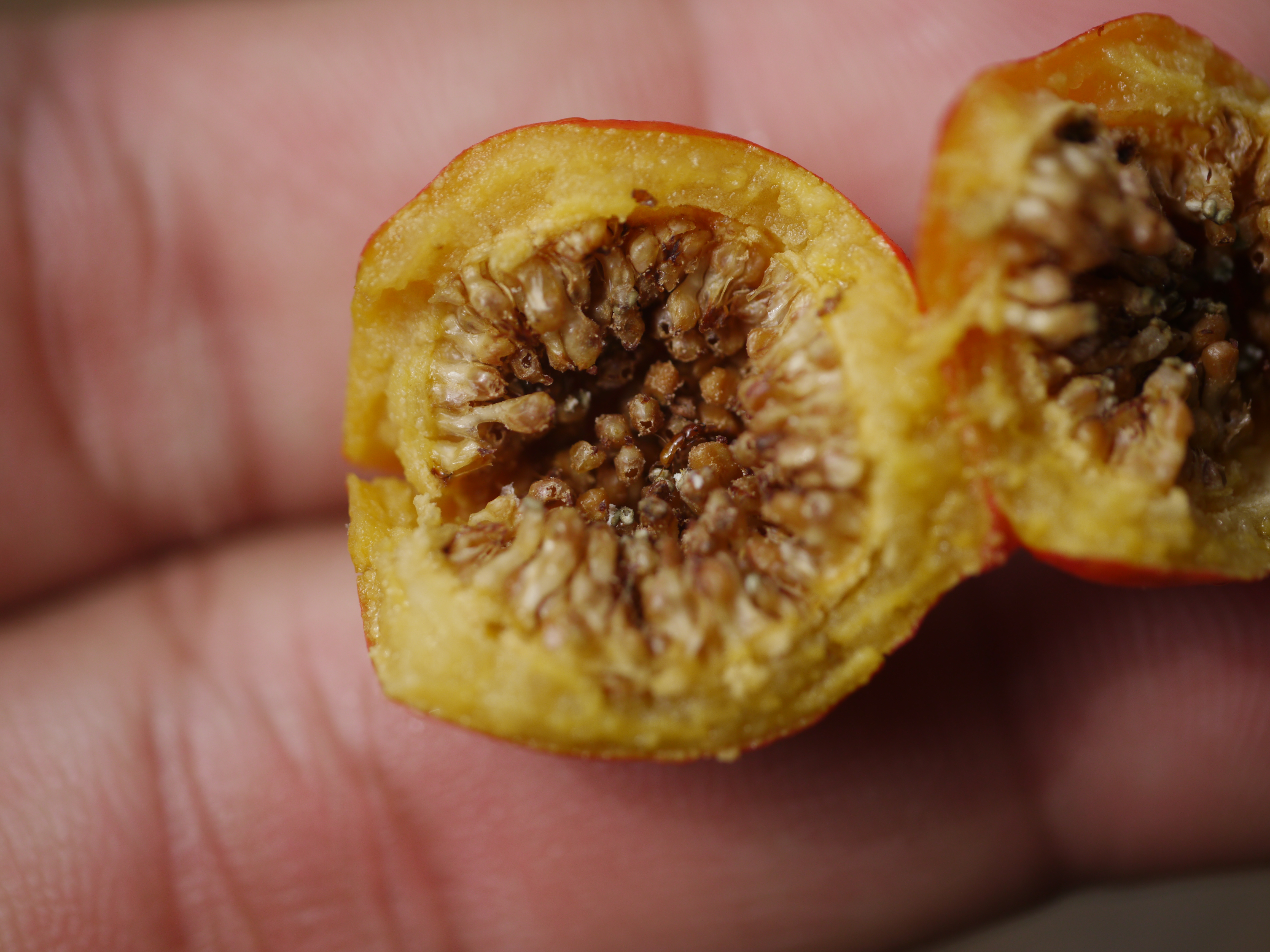
Řez plodem
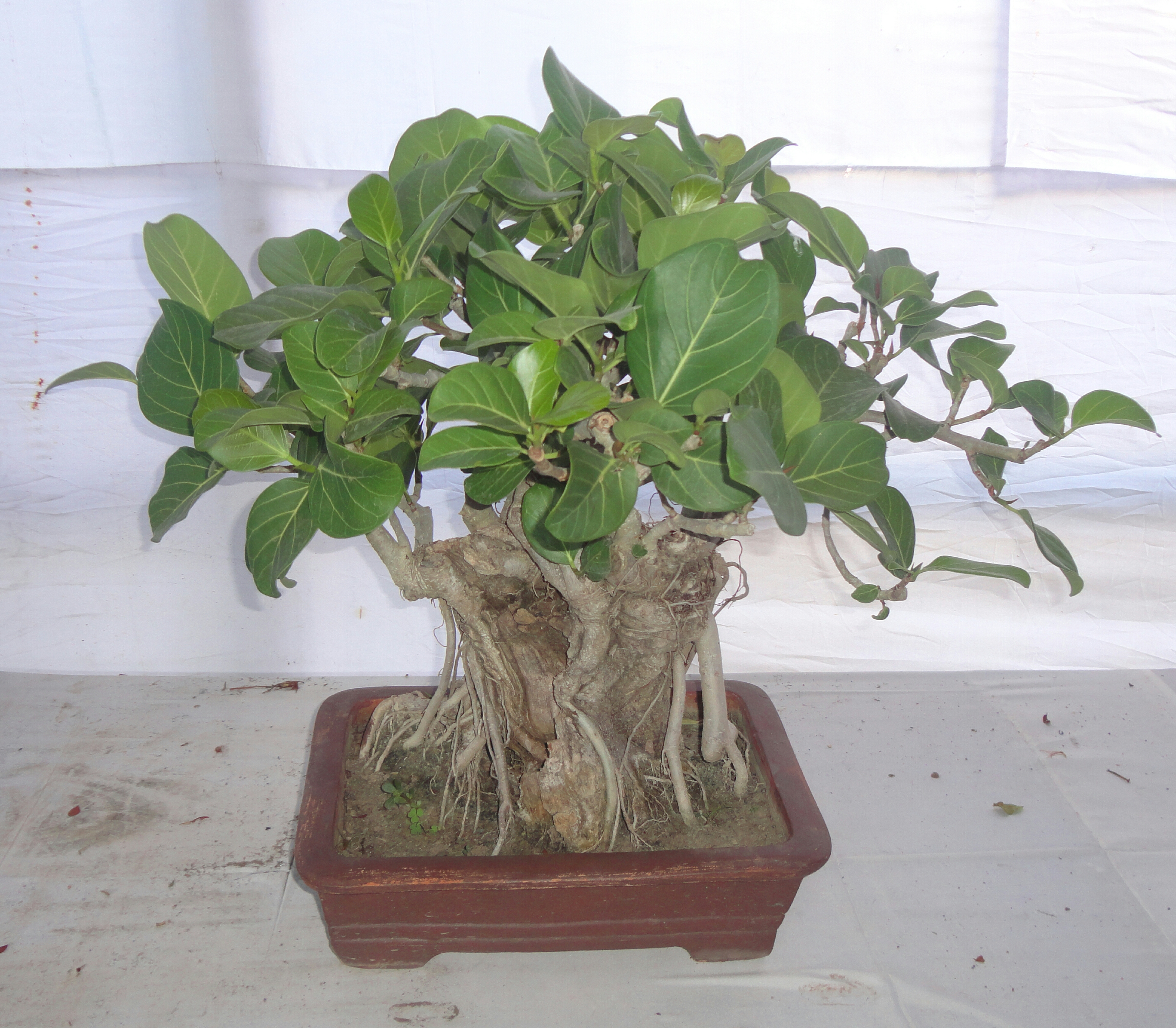
Bonsaj